# Campeonato Mundial de Handebol Feminino de 1973
O Campeonato Mundial de Handebol Feminino de 1973 foi a 5ª edição do Campeonato Mundial de Handebol Feminino. Foi disputado na República Federal Socialista da Iugoslávia de 7 a 15 de dezembro de 1973, organizado pela Federação Internacional de Handebol (IHF) e pela Federação Iugoslava de Handebol.

## Qualificação
Sede
- Iugoslávia

Campeã do Campeonato Mundial de Handebol Feminino de 1971
- Alemanha Oriental

Qualificadas do Campeonato Mundial de Handebol Feminino de 1971
- Alemanha Ocidental
- Hungria
- Romênia

Qualificada da Ásia
- Japão

Qualificadas da Europa
- Checoslováquia
- Dinamarca
- Noruega
- Países Baixos
- Polônia
- União Soviética

## Fase Preliminar
|  | Qualificadas para a Segunda Fase |
|  | Disputa de 9° ao 12° lugares     |

### Grupo A
| Pos | Equipe             | Pts | J | V | E | D | GP | GC | SG  |
| --- | ------------------ | --- | - | - | - | - | -- | -- | --- |
| 1   | Hungria            | 4   | 2 | 2 | 0 | 0 | 30 | 14 | +16 |
| 2   | Checoslováquia     | 2   | 2 | 1 | 0 | 1 | 23 | 21 | +2  |
| 3   | Alemanha Ocidental | 0   | 2 | 0 | 0 | 2 | 16 | 34 | −18 |

| 08 de Dezembro | Hungria | 12–7 | Checoslováquia | Sarajevo |
| 08 de Dezembro | (8–1)   |      |                | Sarajevo |
| 08 de Dezembro |         |      |                | Sarajevo |

| 09 de Dezembro | Checoslováquia | 16–9 | Alemanha Ocidental | Sarajevo |
| 09 de Dezembro | (8–3)          |      |                    | Sarajevo |
| 09 de Dezembro |                |      |                    | Sarajevo |

| 10 de Dezembro | Hungria | 18–7 | Alemanha Ocidental | Sarajevo |
| 10 de Dezembro | (7–3)   |      |                    | Sarajevo |
| 10 de Dezembro |         |      |                    | Sarajevo |

### Grupo B
| Pos | Equipe  | Pts | J | V | E | D | GP | GC | SG  |
| --- | ------- | --- | - | - | - | - | -- | -- | --- |
| 1   | Romênia | 4   | 2 | 2 | 0 | 0 | 34 | 17 | +17 |
| 2   | Noruega | 2   | 2 | 1 | 0 | 1 | 21 | 19 | +2  |
| 3   | Japão   | 0   | 2 | 0 | 0 | 2 | 21 | 40 | −19 |

| 08 de Dezembro | Romênia | 24–12 | Japão | Zavidovići |
| 08 de Dezembro | (10–4)  |       |       | Zavidovići |
| 08 de Dezembro |         |       |       | Zavidovići |

| 09 de Dezembro | Noruega | 16–9 | Japão | Zavidovići |
| 09 de Dezembro | (8–4)   |      |       | Zavidovići |
| 09 de Dezembro |         |      |       | Zavidovići |

| 10 de Dezembro | Romênia | 10–5 | Noruega | Zavidovići |
| 10 de Dezembro | (6–2)   |      |         | Zavidovići |
| 10 de Dezembro |         |      |         | Zavidovići |

### Grupo C
| Pos | Equipe            | Pts | J | V | E | D | GP | GC | SG |
| --- | ----------------- | --- | - | - | - | - | -- | -- | -- |
| 1   | União Soviética   | 4   | 2 | 2 | 0 | 0 | 15 | 10 | +5 |
| 2   | Polônia           | 1   | 2 | 0 | 1 | 1 | 17 | 19 | −2 |
| 3   | Alemanha Oriental | 1   | 2 | 0 | 1 | 1 | 15 | 18 | −3 |

| 08 de Dezembro | União Soviética | 7–4 | Alemanha Oriental | Šibenik |
| 08 de Dezembro | (4–1)           |     |                   | Šibenik |
| 08 de Dezembro |                 |     |                   | Šibenik |

| 09 de Dezembro | União Soviética | 8–6 | Polônia | Šibenik |
| 09 de Dezembro | (4–3)           |     |         | Šibenik |
| 09 de Dezembro |                 |     |         | Šibenik |

| 10 de Dezembro | Polônia | 11–11 | Alemanha Oriental | Šibenik |
| 10 de Dezembro | (5–4)   |       |                   | Šibenik |
| 10 de Dezembro |         |       |                   | Šibenik |

### Grupo D
| Pos | Equipe        | Pts | J | V | E | D | GP | GC | SG  |
| --- | ------------- | --- | - | - | - | - | -- | -- | --- |
| 1   | Iugoslávia    | 4   | 2 | 2 | 0 | 0 | 31 | 14 | +17 |
| 2   | Dinamarca     | 2   | 2 | 1 | 0 | 1 | 23 | 15 | +8  |
| 3   | Países Baixos | 0   | 2 | 0 | 0 | 2 | 8  | 33 | −25 |

| 08 de Dezembro | Iugoslávia | 20–4 | Países Baixos | Varaždin |
| 08 de Dezembro | (9–2)      |      |               | Varaždin |
| 08 de Dezembro |            |      |               | Varaždin |

| 09 de Dezembro | Dinamarca | 13–4 | Países Baixos | Varaždin |
| 09 de Dezembro | (6–3)     |      |               | Varaždin |
| 09 de Dezembro |           |      |               | Varaždin |

| 10 de Dezembro | Iugoslávia | 11–10 | Dinamarca | Varaždin |
| 10 de Dezembro | (4–7)      |       |           | Varaždin |
| 10 de Dezembro |            |       |           | Varaždin |

## Disputa de 9° ao 12° lugares
|  | Classificação 9° lugar  |
|  | Classificação 10° lugar |
|  | Classificação 11° lugar |
|  | Classificação 12° lugar |

| Pos | Equipe             | Pts | J | V | E | D | GP | GC | SG  |
| --- | ------------------ | --- | - | - | - | - | -- | -- | --- |
| 1   | Alemanha Oriental  | 6   | 3 | 3 | 0 | 0 | 46 | 26 | +20 |
| 2   | Japão              | 4   | 3 | 2 | 0 | 1 | 40 | 38 | +2  |
| 3   | Alemanha Ocidental | 2   | 3 | 1 | 0 | 2 | 33 | 32 | +1  |
| 4   | Países Baixos      | 0   | 3 | 0 | 0 | 3 | 25 | 48 | −23 |

| 12 de Dezembro | Japão | 15–11 | Países Baixos | Sombor |
| 12 de Dezembro | (9–3) |       |               | Sombor |
| 12 de Dezembro |       |       |               | Sombor |

| 12 de Dezembro | Alemanha Oriental | 14–5 | Alemanha Ocidental | Novi Sad |
| 12 de Dezembro | (8–2)             |      |                    | Novi Sad |
| 12 de Dezembro |                   |      |                    | Novi Sad |

| 13 de Dezembro | Alemanha Oriental | 17–12 | Japão | Novi Sad |
| 13 de Dezembro | (10–4)            |       |       | Novi Sad |
| 13 de Dezembro |                   |       |       | Novi Sad |

| 13 de Dezembro | Alemanha Ocidental | 18–5 | Países Baixos | Sombor |
| 13 de Dezembro | (12–3)             |      |               | Sombor |
| 13 de Dezembro |                    |      |               | Sombor |

| 14 de Dezembro | Alemanha Oriental | 15–9 | Países Baixos | Novi Sad |
| 14 de Dezembro | (8–3)             |      |               | Novi Sad |
| 14 de Dezembro |                   |      |               | Novi Sad |

| 14 de Dezembro | Japão | 13–10 | Alemanha Ocidental | Sombor |
| 14 de Dezembro | (5–3) |       |                    | Sombor |
| 14 de Dezembro |       |       |                    | Sombor |

## Segunda Fase
|  | Classificado para final                               |
|  | Disputam o jogo de classificação para 3° e 4° lugares |
|  | Disputam o jogo de classificação para 5° e 6° lugares |
|  | Disputam o jogo de classificação para 7° e 8° lugares |

### Grupo 1
| Pos | Equipe         | Pts | J | V | E | D | GP | GC | SG  |
| --- | -------------- | --- | - | - | - | - | -- | -- | --- |
| 1   | Romênia        | 6   | 3 | 3 | 0 | 0 | 32 | 24 | +8  |
| 2   | Hungria        | 4   | 3 | 2 | 0 | 1 | 37 | 22 | +15 |
| 3   | Checoslováquia | 2   | 3 | 1 | 0 | 2 | 27 | 30 | −3  |
| 4   | Noruega        | 0   | 3 | 0 | 0 | 3 | 16 | 36 | −20 |

| 12 de Dezembro | Hungria | 14–3 | Noruega | Negotin |
| 12 de Dezembro | (7–1)   |      |         | Negotin |
| 12 de Dezembro |         |      |         | Negotin |

| 12 de Dezembro | Romênia | 10–8 | Checoslováquia | Negotin |
| 12 de Dezembro | (5–4)   |      |                | Negotin |
| 12 de Dezembro |         |      |                | Negotin |

| 13 de Dezembro | Checoslováquia | 12–8 | Noruega | Negotin |
| 13 de Dezembro | (5–5)          |      |         | Negotin |
| 13 de Dezembro |                |      |         | Negotin |

| 13 de Dezembro | Romênia | 12–11 | Hungria | Negotin |
| 13 de Dezembro | (5–7)   |       |         | Negotin |
| 13 de Dezembro |         |       |         | Negotin |

### Grupo 2
| Pos | Equipe          | Pts | J | V | E | D | GP | GC | SG |
| --- | --------------- | --- | - | - | - | - | -- | -- | -- |
| 1   | Iugoslávia      | 4   | 3 | 2 | 0 | 1 | 26 | 24 | +2 |
| 2   | União Soviética | 3   | 3 | 1 | 1 | 1 | 23 | 23 | 0  |
| 3   | Polônia         | 3   | 3 | 1 | 1 | 1 | 27 | 28 | −1 |
| 4   | Dinamarca       | 2   | 3 | 0 | 2 | 1 | 32 | 33 | −1 |

| 12 de Dezembro | União Soviética | 10–10 | Dinamarca | Zagreb |
| 12 de Dezembro | (3–5)           |       |           | Zagreb |
| 12 de Dezembro |                 |       |           | Zagreb |

| 12 de Dezembro | Polônia | 9–8 | Iugoslávia | Zagreb |
| 12 de Dezembro | (5–4)   |     |            | Zagreb |
| 12 de Dezembro |         |     |            | Zagreb |

| 13 de Dezembro | Polônia | 12–12 | Dinamarca | Zagreb |
| 13 de Dezembro | (7–7)   |       |           | Zagreb |
| 13 de Dezembro |         |       |           | Zagreb |

| 13 de Dezembro | Iugoslávia | 7–5 | União Soviética | Zagreb |
| 13 de Dezembro | (4–3)      |     |                 | Zagreb |
| 13 de Dezembro |            |     |                 | Zagreb |

## Fase Final

### Decisão do 7º lugar
| 15 de Dezembro | Dinamarca | 12–10 | Noruega | Belgrado |
| 15 de Dezembro | (8–5)     |       |         | Belgrado |
| 15 de Dezembro |           |       |         | Belgrado |

### Decisão do 5º lugar
| 15 de Dezembro | Polônia | 15–13 | Checoslováquia | Belgrado |
| 15 de Dezembro | (6–6)   |       |                | Belgrado |
| 15 de Dezembro |         |       |                | Belgrado |

### Decisão do 3º lugar
| 15 de Dezembro | União Soviética | 20–12 | Hungria | Belgrado |
| 15 de Dezembro | (11–5)          |       |         | Belgrado |
| 15 de Dezembro |                 |       |         | Belgrado |

### Final
| 15 de Dezembro | Iugoslávia | 16–11 | Romênia | Belgrado |
| 15 de Dezembro | (7–7)      |       |         | Belgrado |
| 15 de Dezembro |            |       |         | Belgrado |

## Classificação Final
| Rank | Seleções           |
| ---- | ------------------ |
|      | Iugoslávia         |
|      | Romênia            |
|      | União Soviética    |
| 4    | Hungria            |
| 5    | Polônia            |
| 6    | Checoslováquia     |
| 7    | Dinamarca          |
| 8    | Noruega            |
| 9    | Alemanha Oriental  |
| 10   | Japão              |
| 11   | Alemanha Ocidental |
| 12   | Países Baixos      |

|  | Classificada para o Campeonato Mundial de Handebol Feminino de 1975 |

| Campeãs Mundiais Femininas de Handebol 1971 Iugoslávia Primeiro Título Elenco: Zdenka Istvanovic, Ana Titlic, Mirjana Cikos, Zdenka Leutar, Ivanka Suprinovic, Dragica Palaversa, Biserka Rosic, Milka Veinovic, Dunja Kostic, Nadezda Abramovic, Jadranka Antic, Milenka Lukic, Katja Iles, Radmila Parezanovic, Mara Torti, Bozena Vrbanc. Treinador: Vilim Ticic |